# Жеребченко, Фёдор Фёдорович
Фёдор Фёдорович Жеребченко (18 августа 1907 — 20 мая 1964) — советский военный лётчик и военачальник, участник Японо-китайской войны (1937—1945), участник Великой Отечественной войны, командир 4-го смешанного и 8-го истребительного авиационных корпусов во время Великой Отечественной войны, генерал-лейтенант авиации (03.08.1953), сбил 15 самолётов противника в группе в небе Китая.

## Биография
Жере́бченко Фёдор Фёдорович родился 18 августа 1907 года в Екатеринославе (ныне Днепр). Русский. В Красной Армии с апреля 1928 года.

### Образование
- Ленинградская Военно-теоретическая школа ВВС (1929 год)
- 1-я Военная школа лётчиков имени А. Ф. Мясникова (1930)
- Липецкая Высшая лётно-тактическая школа лётчиков (1936)
- курсы при Академии Генерального штаба Красной Армии (1940)
- авиационный факультет Высшей военной академии имени К. Е. Ворошилова (1948)

В РККА с апреля 1928 года, зачислен в Ленинградскую Военно-теоретическую школу ВВС, после окончания которой в 1929 году был направлен для получения практических навыков в 1-ю Военную школу лётчиков имени А. Ф. Мясникова. После окончания школы в 1930 году проходил службу на летных должностях в 1-й Краснознаменной истребительной авиационной эскадрильи Ленинградского военного округа. За 4 года в 1-й Краснознаменной истребительной авиационной эскадрильи Ленинградского Военного Округа прошел все лётные должности: младший лётчик, старший лётчик, командир звена, командир авиационного отряда. В январе 1935 года поступил для дальнейшего обучения в Высшую лётно-тактическую школу лётчиков в г. Липецк. По окончании школы с февраля 1936 года назначен командиром авиационного отряда эскадрильи боевого применения НИИ ВВС РККА. Принимал активное участие в испытаниях и установлении рекордов на самолётах. На самолёте РВ-23 (Часовиков, Михельсон, РВ-23), поплавковой модификации самолёта У-2 с увеличенным до 17,0 м размахом крыльев и с двигателем М-25Е попытался установить мировой рекорд высоты для гидросамолетов. 9 сентября 1937 г. Ф. Ф. Жеребченко на аэродроме Щелковский (ныне Чкаловский) под Москвой достиг рекордной в СССР высоты 11280 м, 23 октября — 11869 м, позже — 13400 м, было побито три мировых рекорда, но мировой рекорд высоты для гидросамолетов так и не был зарегистрирован из-за поломки барографов. В НИИ ВВС РККА также участвовал в разработке тактики ведения одиночных и групповых воздушных боев.

### Участие в Японо-китайской войне
В 13 сентября 1938 года капитан Жеребченко — в специальной командировке в Китае (по 05.08.1939 г.). Принимал участие в боевых действиях (Японо-китайская война). Возглавляя группу истребителей на самолётах И-16, обеспечивал ПВО Ланьчжоу — аэродром на трассе Советский Союз — Китай. В воздушных боях сбил 15 самолётов противника в группе, представлен к званию Героя Советского Союза.
После боевых действий в небе Китая в сентябре 1939 года назначен на должность командира 17-й истребительной авиационной бригады Калининского военного округа. С ноября 1939 года по февраль 1940 года находился на курсах при Академии Генерального штаба РККА, по окончании которых вернулся в 17-й истребительную авиационную бригаду Калининградского Военного округа. Занимал должность заместителя командира 22-й авиационной дивизии Одесского военного округа, а в мае 1941 года — назначен командиром 55-й смешанной авиационной дивизии Ленинградского Военного Округа.

### Во время Великой Отечественной войны
Великую Отечественную войну встретил в должности командира 55-й смешанной авиационной дивизии. Через несколько дней назначен командующим ВВС 7-й армии, на базе которой сформирована 257-я смешанная авиационная дивизия. В феврале 1943 года назначен командиром 4-го смешанного авиационного корпуса, который сам и сформировал в Рязани из состава 113-й бомбардировочной Ленинградская Краснознаменная авиационной дивизии и 234-й истребительной авиационной Мозырской ордена Суворова дивизии. В июне 1943 года 4-й смешанный авиационный корпус был переформирован в 8-й истребительный авиационный корпус.
Воевал на Степном, Брянском, Западном, 1-м Белорусском, 2-м Белорусском фронтах, принимал участие в подготовке и проведении операций:
- Спас-Деменская операция — с 7 августа по 20 августа 1943
- Ельнинско-Дорогобужская операция — c 28 августа 1943 года по 06 сентября 1943 года
- Смоленско-Рославльская операция — с 15 сентября 1943 года по 2 октября 1943 года.

В октябре 1943 года в связи с болезнью назначен заместителем командующего Среднеазиатским военным округом.

### После войны
После войны Ф. Ф. Жеребченко проходил службу на различных командных должностях:
- с ноября 1945 — исполнял обязанности командующего ВВС Ставропольского Военного Округа
- с мая 1946 года — заместитель командующего 17-й Воздушной армии Южной группы войск
- с марта 1947 года — слушатель авиационного факультета Высшей военной академии имени К. Е. Ворошилова
- с августа 1948 — исполняющий дела начальника Управления Боевой подготовки истребительной авиации ПВО страны
- с февраля 1952 года — командующий 32-й воздушной истребительной армии ПВО
- с февраля 1954 года — командующий войсками Горьковского района ПВО
- с августа 1954 года — командующий авиацией Северо-Кавказской армии ПВО
- с декабря 1954 года — старший военный советник командующего и начальника штаба ПВО Китайской Народной Республики
- с сентября 1957 года — генерал-инспектор истребительной авиации Инспекторской группы по ПВО стран народной демократии Главного управления главнокомандования Войсками ПВО страны
- с октября 1960 года — заместитель начальника боевой подготовки Войск ПВО страны по авиации ПВО
- с апреля 1963 года — в отставке

Перенес инфаркт. Умер 20 мая 1964 года в Москве спустя 2 года после инфаркта. Похоронен в Москве, на Новодевичьем кладбище, участок № 6, ряд № 7.

## Воинские звания
- генерал-майор авиации — 17 октября 1942 года[8]
- генерал-лейтенант авиации — 3 августа 1953 года

## Награды
- орден Ленина
- орден Красного Знамени[9] (17.12.1941 г.)
- орден Красного Знамени[10] (23.11.1942 г.)
- орден Красного Знамени
- орден Красного Знамени
- Орден Отечественной войны 1 степени
- Орден Отечественной войны 1 степени
- Орден Красной Звезды
- медали